# Masala (przyprawa)
Zasugerowano, aby przenieść tutaj fragmenty z artykułu Przyprawy kuchni indyjskiej.

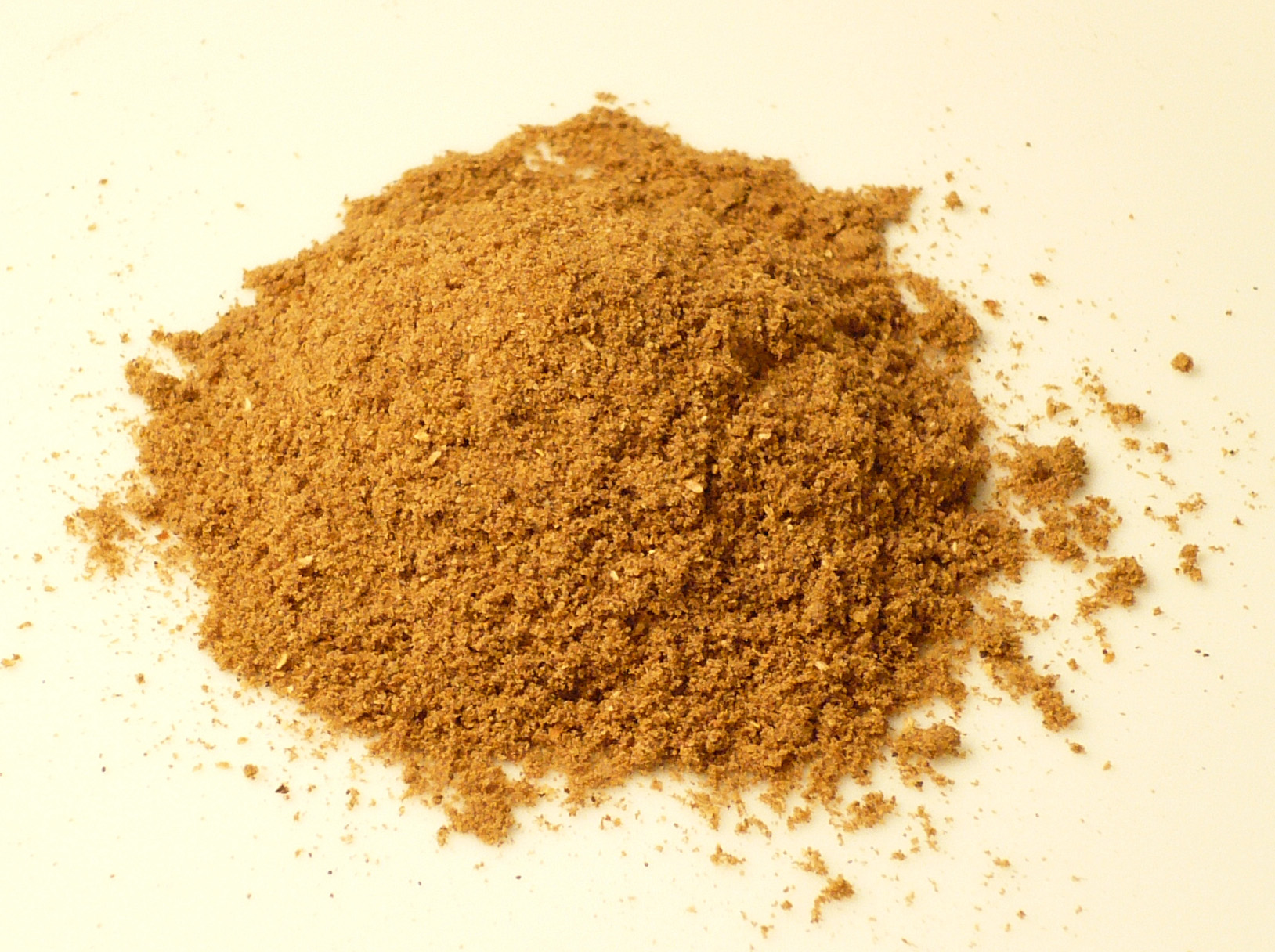
Garam masala

Masala (znana również jako massala), hindi: मसाला masala – termin z języka hindustani, opisujący mieszankę różnych ziół lub przypraw, specyficzną dla kuchni indyjskiej. Najbardziej znane masale to: curry, garam masala, pancz masala a także masala ćaj – aromatyczna mieszanka używana do herbaty.